# 430
Évszázadok: 4. század – 5. század – 6. század
Évtizedek: 380-as évek – 390-es évek – 400-as évek – 410-es évek – 420-as évek – 430-as évek – 440-es évek – 450-es évek – 460-as évek – 470-es évek – 480-as évek
Évek: 425 – 426 – 427 – 428 –  429 – 430 – 431 – 432 – 433 – 434 – 435

## Események

### Nyugat- és Keletrómai Birodalom
- II. Theodosius (keleten) és III. Valentinianus (nyugaton) császárokat választják consulnak.
- A vandálok az észak-afrikai Calamánál legyőzik Bonifatius kormányzó seregét, amely Hippo Regiusba vonul vissza. A barbárok ostrom alá veszik a várost; ezalatt hal meg Hippói Szent Ágoston.
- Az egyik ravennai bazilikában meggyilkolják Flavius Felixet, a nyugatrómai kormányzat vezető tisztségviselőjét és feleségét. Egyes történetírók szerint a rivális Aetius ölette meg őket.
- Aetius visszaveri a vizigótok Arelate elleni támadását. Az év végén Raetiában vezet hadjáratot a juthungok ellen.
- I. Caelestinus pápa zsinatot hív össze Rómában, ahol elítélik Nestorius konstantinápolyi pátriárka nézeteit.
- Rugila hun király fivére, Oktar elesik a burgundok ellen vívott harcban.

### Kína
- A Pohaj-tenger partján fekvő kis állam, Északi Jen királya, Feng Pa súlyosan megbetegszik. Egyik ágyasa azt szeretné hogy közös fiuk örökölje a trónt, ezért elküldi a trónörököst és lezárja a palotát. Amikor a király öccse, Feng Hung ezt megtudja, megostromolja az épületet, a király pedig belehal a sokkba. Feng Hung maga foglalja el a trónt és minden unokaöccsét (állítólag több mint százat) kivégezteti.

## Születések
- Aszklépigeneia, görög filozófusnő
- Sidonius Apollinaris, keresztény püspök, író
- Syagrius, római hadvezér

## Halálozások
- augusztus 28. – Hippói Szent Ágoston, püspök, egyházatya, filozófus
- Oktar, hun fejedelem.
- Feng Pa, Északi Jen királya
- Flavius Felix, római politikus
- Ankürai Szent Nilus, keresztény teológus
- Athéni Plutarkhosz, görög filozófus

## Fordítás
- Ez a szócikk részben vagy egészben  a(z)   430 című angol Wikipédia-szócikk ezen változatának fordításán alapul.  Az eredeti cikk szerkesztőit annak laptörténete sorolja fel. Ez a jelzés csupán a megfogalmazás eredetét és a szerzői jogokat jelzi, nem szolgál a cikkben szereplő információk forrásmegjelöléseként.